# Nelima hiraiwai
Nelima hiraiwai is een hooiwagen uit de familie Sclerosomatidae.